# Piggy Piggy
"Piggy Piggy" es el sexto episodio de la primera temporada de la serie American Horror Story, que se estrenó en FX el 9 de noviembre de 2011. El episodio fue escrito por Jessica Sharzer y dirigido por Michael Uppendahl.

## Trama

### 1994
En la Secundaria Westfield un disparador entra a la escuela y comienza a asesinar estudiantes. Termina en la biblioteca, donde lastima al profesor tratando de bloquear la entrada y asesina a todos los estudiantes. El disparador se revela como Tate. Un equipo de SWAT lo encuentra en la casa (en ese momento propiedad de Constance) y lo asesinan cuando saca un arma de fuego hacia ellos.

### 2011
Después que Violet confirma en Internet que Tate fue asesinado después de la masacre en Westfield High, Constance le presenta un médium, Billie Dean (Sarah Paulson), y ella y Constance explican que Tate no sabe que está muerto. Constance lo ha estado enviando a Ben, esperando que tenga un avance y lo ayude a seguir adelante, pero necesitan la ayuda de Violet, a pesar de que está sorprendida por la revelación. Ben necesita usar la casa para sus sesiones de terapia para hacer dinero, y Vivien está de acuerdo en la necesidad. Ben ve a un nuevo paciente, Derek (Eric Stonestreet), quien le tiene miedo a las leyendas urbanas, recientemente a la leyenda urbana del "Hombre Cerdo", el cual matará a cualquiera que diga la frase: "Aquí, Pequeño Hombre Cerdo" frente al espejo de un baño a oscuras. Ben también comienza a notar que Vivien ha desarrollado una atracción personal con el oficial, quién la cuida después que ella a propósito hace sonar la alarma para que él venga.
Constance y Moira ayudan a Vivien con el embarazo, preparándole comidas saludables en forma de mollejas. A pesar de estar disgustada al principio, Vivien desarrolla un apetito hacia ellos, lo que le preocupa. Contacta al técnico de ultrasonido que se desmayó durante el ultrasonido, y que desde entonces ha renunciado a su trabajo, diciendo que vio que el bebé era el Diablo. Vivien se va, enfurecida por la acusación.
Siguiendo el consejo de Ben en enfrentarse a su miedo, Derek repite la frase: "Aquí, Pequeño Hombre Cerdo" en el espejo del baño varias veces hasta que parece perder su miedo, pero es, irónicamente, asesinado por un ladrón armado escondido en su ducha, el cual justifica el asesinato diciéndole a su cómplice que lo mató porque lo llamó "Cerdo". Violet intenta consolar a Tate en el sótano, pero es asediada por los otros fantasmas. Abrumada, se suicida, y Tate intenta salvarla, llevándola a la bañera y obligándola a vomitar las pastillas. Tate confiesa que la ama y no puede entender por qué ella está fría hacia él. Él planea irse y dejarla sola, pero ella lo consuela. Constance habla con Addie a través de Billie, pero descubre que Addie está contenta que no fue revivida como un fantasma y que ahora le teme a Tate, sabiendo lo que hizo.

## Producción
El episodio fue escrito por Jessica Sharzer y dirigido por Michael Uppendahl.
En crear al personaje de Billie Dean y su "regalo", el cocreador de la serie Ryan Murphy relata su propia experiencia con un médium, "Cuando la creamos," dijo, "todos nosotros en la sala de escritores han tenido algo de experiencia con psíquicos o no. Soy alguien que era muy escéptico hasta que fui a una mujer y me preguntó de la nada, '¿Tú padre está enfermo?' y dije, 'No. Recién tuvo un examen físico y está bien.' Ella dijo, 'Necesitas decirle que vuelva.' Así que volvió y le encontraron cáncer de próstata y murió dos años después. Así que Billie Dean estuvo inspirada en gran parte por esa experiencia. Estamos diciendo que sí, ella es legítima."

## Recepción y ratings
Carissa Pavlica le dio al episodio 4.7 de 5 estrellas, diciendo, "No tengo la más absoluta idea de lo que está pasando en la serie y me encanta todos los momentos de ella".
Fue visto por un estimado de 2.83 millones de espectadores y obtuvo 1.6 de índice de audiencia compartido entre adultos de 18-49.